# A Matter of Time (canção)
A Matter Of Time é uma canção do cantora belga Sennek. Esta canção representará a Bélgica no Festival Eurovisão da Canção 2018. Estava previsto o lançamento para dia 6 de março de 2018, mas foi lançado um dia antes.

## Faixas
| Descarga digital |                    |         |  |
| N.º              | Título             | Duração |  |
| 1.               | "A Matter of Time" | 3:00    |  |

## Lista de posições
| Lista (2018)                      | Melhor posição |
| --------------------------------- | -------------- |
| Bélgica (Ultratop 50 de Flandres) | 19             |